# رکس ساکروروم
رکس ساکرُروم یا پادشاه مناسک مقدس (به لاتین: Rex Sacrorum) در دین در روم باستان، یک کاهن سنای روم بود و این مقام مختص پاتریسی‌ها بود. فستوس (مورخ) می‌گوید اگرچه در دوران تاریخی، پونتیفکس ماکسیموس رئیس فرقه امپراتوری روم بود. رکس ساکرُروم در رتبه‌بندی بالاترین راهبان رومی از بالاترین اعتبار برخوردار بود و پس از آن فلامن و پونتیفکس ماکسیموس قرار داشتند.